# Seaqaqa F.C.
Seaqaqa F.C. là một câu lạc bộ bóng đá Fiji thi đấu ở giải hạng nhì của Hiệp hội bóng đá Fiji. Đội bóng đến từ Seaqaqa, nằm ở phía Bắc của đảo Vanua Levu.
Trang phục của đội bóng gồm áo và quần xanh hải quân với tất đen.

## Lịch sử
Hiệp hội bóng đá Seaqaqa được thành lập năm 1981, dưới sự điều hành của Chủ tịch Kampta Prasad.
Quận Bóng đá nằm ở thị trấn nhỏ đang phát triển Natua Sugar farming Area.
Sau khi Quận thuộc về Mr Brij Mohan, Mr Lakhan Kumar, Mr. Tahir Khan và Mr. Zailab Dean, quận này có 10 đội bóng.
Seaqaqa sản xuất ra nhiều cầu thủ xuất sắc Fiji, đại diện đội tuyển quốc gia hoặc thi đấu ở Giải vô địch quốc gia. Một số cái tên như Satish Kumar (Bladder), Oliver Dyer, Kasimiro Dinono, Hendry Dyer, Late Jovilisi Golea, Ajmat Begg, Praneel Kumar Sharma (Jumman) Laisiasa Bond Jovilisi Rara.
Seaqaqa hai lần vào chung kết IDC vào các năm 1994, 1995 và nhiều trận bán kết. Trong giai đoạn từ 1991 đến 2000, đội bóng thi đấu rất tốt.

## Tiểu sử
- M. Prasad, Sixty Years of Soccer in Fiji 1938 – 1998: The Official History of the Fiji Football Association, Fiji Football Association, Suva, 1998.